# Alvarez (priimek)
Alvarez je priimek več oseb:
- Alfred Alvarez (1929—2019), angleški pisatelj in kritik
- Ela Maria Gonza Álvarez (1905—1998), španska teniška igralka
- José Álvarez (1768—1827), španski kipar
- Juan Alvarez (1790—1867), mehiški general in politik
- Julia Alvarez (*1950), dominikansko-ameriška pisateljica
- Luis Walter Alvarez (1911—1988), ameriški fizik
- Victoria Álvarez (*1981), argentinska rokometašica